# Giuseppina Ronzi de Begnis
Giuseppina Ronzi de Begnis (Milano, 11 gennaio 1800 – Firenze, 7 giugno 1853) è stata un soprano italiano, uno dei soprani più importanti del suo tempo, particolarmente conosciuta come interprete di personaggi donizettiani.

## Biografia
Nata Giuseppina Ronzi, studiò con Pierre Garat e debuttò a Bologna nel 1816, poi apparve anche a Genova, Firenze, Bergamo. La vera carriera ebbe inizio al Théâtre-Italien di Parigi nel corso della stagione 1819-1820, in cui cantò come Susanna (Le nozze di Figaro), Carolina (Il matrimonio segreto), Rosina (Il barbiere di Siviglia), e Fiorilla (Il turco in Italia). Nel 1822, si recò a Londra, dove ottenne brillanti successi al King's Theatre, in particolare in La donna del lago e Matilde di Shabran. Tornò in Italia nel 1825, e fu impegnata al Teatro San Carlo di Napoli, dove ebbe considerevole successo.
Era considerata la migliore Donna Anna (nel Don Giovanni) insieme a Henriette Sontag, e la migliore Norma dopo Giuditta Pasta, e creò le protagoniste in molte opere di Gaetano Donizetti: Fausta, Sancia di Castiglia, Gemma di Vergy, Buondelmonte (al posto della prevista Maria Stuarda) e Roberto Devereux. Per lei Donizetti scrisse anche il ruolo di Paolina nel Poliuto, ma la censura ne impedì la prima rappresentazione nel 1839, e la data del debutto fu rimandata ben nove anni dopo, con cast totalmente diverso.
Sposata col basso italiano Giuseppe De Begnis (1793-1849), si ritirò dalle scene poco dopo la morte del marito.

## Ruoli creati
- Il ruolo del titolo in Zaira di Mercadante (31 agosto 1831, Napoli)
- Il ruolo del titolo in Fausta di Donizetti (12 gennaio 1832, Napoli)
- Il ruolo del titolo in Sancia di Castiglia di Donizetti (4 novembre 1832, Napoli)
- Idalide in Gli Elvezi ossia Corrado di Tochenburgo di Pacini (12 gennaio 1833, Napoli)
- Imelda in Fernando Duca di Valenza di Pacini (30 maggio 1833, Napoli)
- Bianca degli Amidei in Buondelmonte di Donizetti (18 ottobre 1834, Napoli)
- Il ruolo del titolo in Gemma di Vergy di Donizetti (24 dicembre 1834, Milano)
- Il ruolo del titolo in Marsa di Coccia (13 luglio 1835, Napoli)
- Elisabetta in Roberto Devereux di Donizetti (29 ottobre 1837, Napoli)
- Il ruolo del titolo in Elena da Feltre di Mercadante (1º gennaio 1839, Napoli)